# Conscience (film 1912)
Conscience (conosciuto anche come The Chamber of Horrors) è un cortometraggio muto del 1912 diretto da Van Dyke Brooke e Maurice Costello

## Trama
Benché il fratello cerchi di convincerla a non farlo, Eleanor fugge via con Eric, l'uomo che ama, per andare con lui a New York dove i due si sposano. Ben presto, lui la lascia e la donna, abbandonata con un bambino, trova rifugio in un baraccone da luna park, la stanza degli orrori. Eric, spinto dai suoi nuovi amici, un gruppo di personaggi poco raccomandabili, scommette di passare la notte in quel luogo d'incubo, incontrandovi inaspettatamente la moglie. Il loro incontro porterà a una fine dai risvolti macabri.

## Produzione
Il film fu prodotto dalla Vitagraph Company of America.

## Distribuzione
Distribuito dalla General Film Company, il film - un cortometraggio in una bobina - uscì nelle sale cinematografiche statunitensi il 15 luglio 1912.